# Condado de Perkins (Nebraska)
El condado de Perkins (en inglés: Perkins County), fundado en 1887 con el nombre en honor del empresario ferroviario Charles E. Perkins, es un condado del estado estadounidense de Nebraska. En el año 2000 tenía una población de 3.200 habitantes con una densidad de población de una persona por km². La sede del condado es Chappell.

## Geografía
Según la oficina del censo el condado tiene una superficie total de 2290 km² (884,2 mi²), de los que 2287 km² (883 mi²) son tierra y 3 km² (1,2 mi²) (0,12%) son agua.

### Condados adyacentes
- Condado de Lincoln - este
- Condado de Hayes - sureste
- Condado de Chase - sur
- Condado de Phillips - suroeste
- Condado de Sedgwick - oeste
- Condado de Keith - norte

## Demografía
Según el censo del 2000 la renta per cápita media de los habitantes del condado era de 34.205 dólares y el ingreso medio de una familia era de 42.112 dólares. En el año 2000 los hombres tenían unos ingresos anuales 28.438 dólares frente a los 19.881 dólares que percibían las mujeres. El ingreso por habitante era de 17.830 dólares y alrededor de un 13.60% de la población estaba bajo el umbral de pobreza nacional.

## Ciudades y pueblos
- Elsie
- Grant
- Madrid
- Venango